# Nada que perder
Nada que perder és una pel·lícula de curtmetratge de ficció espanyol del 2002 dirigit per Rafa Russo, guanyadora de nombrosos premis a festivals de curtmetratges.

## Sinopsi
Pedro és un jove taxista que recull Nina en un embussament. Ella és aspirant a actriu i va cap a un casting, i ell l'ajuda dontnt-li una empenta. Anys després tornen a coincidir, però les coses han canviat per a tots dos.

## Repartiment
- Jorge Bosch - Pedro
- Pilar Punzano - Nina

## Premis
- Goya al millor curtmetratge de ficció (2002)[2]
- Festival de Cinema Independent d'Ourense: Premi AISGE i menció especial.[3]